# Commune rurale d'Heinola
La commune rurale d'Heinola (finnois : Heinolan maalaiskunta, abrev. Heinolan mlk) est une ancienne municipalité du Päijät-Häme en Finlande,.

## Histoire
En 1997, la commune rurale d'Heinola a fusionné avec Heinola. 
Au 1er janvier 1996, la superficie de la commune rurale d'Heinola était de 632,0 km2 et au 31 décembre 1996 elle comptait 6 061 habitants.